# Vonšovský potok
Vonšovský potok je levostranný přítok Stodolského potoka v okrese Cheb v Karlovarském kraji. Délka toku měří 10,3 km.
Plocha jeho povodí měří 14,3 km².

## Průběh toku
Potok pramení severně od Hazlova ve Smrčinách při východním okraji Přírodním parku Halštrov. Od pramene teče východním až jihovýchodním směrem a tento směr si udržuje po celou délku toku. Ve Vojtanově, na hranici přírodních parků Halštrov a Kamenné vrchy, teče asi 450 m od Česko-saské hranice. Pokračuje směrem ke Starému rybníku, místní části města Skalná. Protéká Mlýnským, Čistým a Novým rybníkem, kde se u jeho levého břehu nachází zřícenina hradu Starý Rybník. Zde opouští území Smrčin a vtéká do Chebské pánve. Míjí vesnici Vonšov, rovněž část města Skalná, a protéká oborou Nový Drahov. Podtéká silnici z Nového Drahova k národní přírodní rezervaci Soos i železniční trať Cheb – Luby u Chebu. Po dalších asi 500 m se severně od Dvorku vlévá zleva do Stodolského potoka.